# Gőznyomás
A gőznyomás (tenzió) adott hőmérsékleten a folyadékával egyensúlyban lévő telített gőz nyomása. A folyadékok párolgása minden hőmérsékleten bekövetkezik, ugyanakkor minden gőz folyamatosan lecsapódik (kondenzálódik). Ez a két folyamat egymással párhuzamosan zajlik. Dinamikus egyensúlyról akkor beszélünk, ha az elpárolgó folyadék és lekondenzálódó gőz mennyisége állandó. Azt a parciális nyomást nevezzük gőznyomásnak, amelynél egy adott hőmérsékleten a dinamikus egyensúly fennáll.
A gőznyomás a hőmérséklettől erősen függ, de a tiszta folyadékokra jellemző érték. Az összefüggést az úgynevezett gőznyomásgörbe írja le.
A forráspont az a hőmérséklet, ahol a gőznyomás megegyezik a környezeti atmoszféra nyomásával. A forrásponton a gőznyomás elegendővé válik ahhoz, hogy legyőzze a légköri nyomást és gőzbuborékok formájában felszínre emeljen folyadékrészeket.

## Mértékegysége

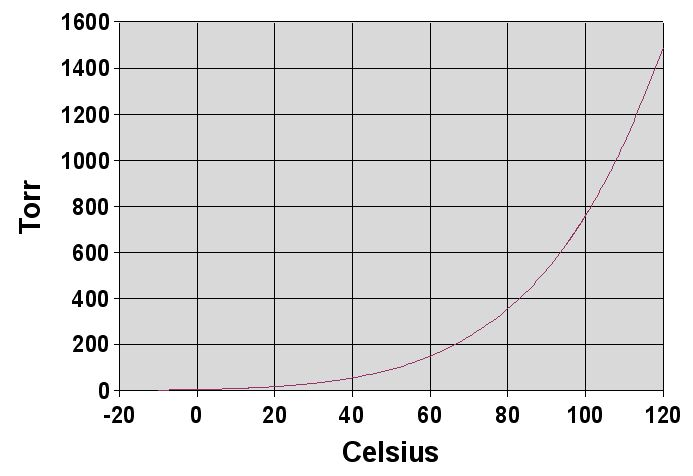
Vízgőz nyomása. Szabványos atmoszferikus nyomáson, 760 torr-nál a forráspont 100 °C

Mértékegysége az SI rendszerben a pascal (Pa), azaz newton/négyzetméter. Régebben az elfogadott mértékegység a torr, vagy higanymilliméter (mmHg) és az atmoszféra (atm) volt. Angolszász országokban a font/négyzethüvelyk (psi) mértékegységet használták. 1 pascal = 1 newton erő / 1 négyzetméter = 10 dyn/cm² = 0,01 mbar= 0,0075 mmHg = 0,000 009 69 atm= 0,00014 psi.

## A szilárd test és afolyadékgőznyomásának kapcsolata
Megjegyzendő, hogy egy anyag gőznyomása általában különböző attól függően, hogy az anyag szilárd vagy folyékony halmazállapotban van. Ha a hőmérséklet olyan, hogy a folyadék gőznyomása magasabb, mint a szilárd halmazállapotúé, akkor a folyadék párolog, de lecsapódáskor szilárd halmazállapotba kondenzálódik, vagyis a folyadék megfagy. Ha egy hőmérsékleten a folyadék gőznyomása alacsonyabb, mint a szilárd halmazállapotúé, akkor a szilárd rész párolog, de a gőz folyadékká kondenzálódik, vagyis a szilárd rész olvad. Az a hőmérséklet, ahol a két gőznyomás egyenlő, egyensúly áll fenn a két fázis között. Ezt a hőmérsékletet olvadáspontnak hívják.

## Víz gőznyomása
A víz, mint minden folyadék, akkor kezd forrni, ha gőznyomása eléri a légkör nyomását. Magasabb hegyeken az atmoszferikus nyomás alacsonyabb, ezért a víz alacsonyabb hőmérsékleten kezd forrni. A víz forráspontja 100 kPa környékén az alábbi közelítő képlettel számítható: 
{\displaystyle t_{v}=100+0,000~2772\cdot (p-101~000)-1,24\cdot 10^{-9}\cdot (p-101~000)^{2}\,},
ahol a {\displaystyle t_{v}} hőmérséklet celsius fokban (C°), a p nyomás pascalban (Pa) van megadva.

## Példák gőznyomásokra
| gáz                  | gőznyomás (bar) | gőznyomás (mmHg) | hőmérséklet |
| -------------------- | --------------- | ---------------- | ----------- |
| Hélium               | 1               | 750              | -269,15 °C  |
| Propán               | 22              | 16 500           | 55 °C       |
| Bután                | 2,2             | 1650             | 20 °C       |
| Szénkéneg            | 12,55           | 9412             | 25 °C       |
| Acetaldehid          | 0,987           | 740              | 20 °C       |
| Freon 113            | 0,379           | 284              | 20 °C       |
| Metil-izobutil-keton | 0,02648         | 19,86            | 25 °C       |
| Volfrám              | 0,001           | 0,75             | 3203 °C     |